# Warwick (Dakota du Nord)
Pour les articles homonymes, voir Warwick.
La ville de Warwick est située dans le comté de Benson, dans l’État du Dakota du Nord, aux États-Unis. Sa population s’élevait à 65 habitants lors du recensement de 2010, estimée à 67 habitants en 2017.

## Histoire
Warwick a été fondée en 1907.

## Démographie
| Groupe            | Warwick | Dakota du Nord | États-Unis |
| ----------------- | ------- | -------------- | ---------- |
| Blancs            | 56,9    | 90,0           | 72,4       |
| Amérindiens       | 40,0    | 5,4            | 0,9        |
| Métis             | 1,5     | 1,8            | 2,9        |
| Autres            | 1,5     | 2,8            | 23,8       |
| Total             | 100     | 100            | 100        |
|                   |         |                |            |
| Latino-Américains | 3,1     | 2,0            | 16,7       |

En 2010, la totalité des Amérindiens sont Sioux.
Selon l’American Community Survey, pour la période 2011-2015, 96,62 % de la population âgée de plus de 5 ans déclare parler l'anglais à la maison et 2,38 % l'allemand.
| 1920 | 1930 | 1940 | 1950 | 1960 | 1970 |
| ---- | ---- | ---- | ---- | ---- | ---- |
| 290  | 249  | 224  | 155  | 204  | 168  |

| 1980 | 1990 | 2000 | 2010 | - | - |
| ---- | ---- | ---- | ---- | - | - |
| 108  | 80   | 75   | 65   | - | - |

## Source
- (en) Cet article est partiellement ou en totalité issu de l’article de Wikipédia en anglais intitulé « Warwick, North Dakota » (voir la liste des auteurs).